# Wiron Polidoras
Wiron Polidoras, grec. Βύρων Πολύδωρας (ur. 27 stycznia 1947) – grecki polityk i prawnik, długoletni parlamentarzysta, w latach 2006–2007 minister służb publicznych, w 2012 przewodniczący Parlamentu Hellenów, faktycznie wykonujący swoje obowiązki przez okres jednego dnia.

## Życiorys
Z zawodu prawnik, ukończył studia prawnicze na Uniwersytecie Narodowym im. Kapodistriasa w Atenach. Kształcił się również w Haskiej Akademii Prawa Międzynarodowego, a także na uczelniach w Stanach Zjednoczonych, Francji i Austrii.
Zaangażował się w działalność polityczną w ramach Nowej Demokracji, w 1979 wszedł w skład jej władz krajowych. W 1981 po raz pierwszy uzyskał mandat posła do Parlamentu Hellenów w okręgu wyborczym Ateny B. Z powodzeniem ubiegał się o reelekcję w wyborach w 1985, czerwcu 1989, listopadzie 1989, 1990, 1993, 1996, 2000, 2004, 2007, 2009, maju 2012 i czerwcu 2012, wykonując obowiązki posła przez ponad 33 lata do grudnia 2014.
W latach 1990–1992 był wiceministrem ds. prezydium i rzecznikiem prasowym rządu. W 1992 pełnił funkcję wiceministra ds. edukacji i spraw religijnych, następnie do 1993 zajmował tożsame stanowisko w ministerstwie spraw zagranicznych. W latach 2006–2007 sprawował urząd ministra służb publicznych w gabinecie Kostasa Karamanlisa. W kadencji 2009–2012 był wiceprzewodniczącym parlamentu.
18 maja 2012 wybrany na przewodniczącego Parlamentu Hellenów 14. kadencji. Swoje obowiązki wykonywał faktycznie przez jeden dzień, gdyż następnego dnia wobec niemożności sformowania rządu parlament został rozwiązany. W sierpniu 2012 został powszechnie skrytykowany przez greckie media, gdy okazało się, że w ciągu tego jednego dnia zatrudnił swoją córkę w biurze przewodniczącego parlamentu. W grudniu 2013 Wiron Polidoras został wykluczony z frakcji poselskiej Nowej Demokracji, w lutym 2014 powołał nowe ugrupowanie, które nie podjęło szerszej działalności politycznej.